# 乙烯/醋酸乙烯酯共聚物
乙烯／醋酸乙烯酯（英語：ethylene vinyl acetate，簡稱為EVA或E/VAC）又稱乙烯／乙酸乙烯酯，是由乙烯和乙酸乙烯酯聚合製成的共聚物合成材料。

## 特性
乙烯／醋酸乙烯酯共聚物的特點是具有良好的柔軟性，橡膠一樣的彈性，在-50℃仍能具有較好的可撓性，透明性和表面光澤性好，化學穩定性良好，抗老化和耐臭氧強度良好，無毒性。
它在常溫下為固體，加熱融熔到一定程度變為能流動，並具有一定黏度的液體。

## 用途
一般情況下，乙酸乙烯酯含量在5%以下的EVA，其主要產品是薄膜、電線電纜、LDPE改性劑、膠黏劑等；
5%~10%的，是彈性薄膜等；
20%~28%的，用於熱熔黏合劑和塗層製品；
5%~45%的，是薄膜（包含農用薄膜）和片材，注塑、模塑製品，發泡製品，熱熔黏合劑（熱熔膠）等。

## 外部連結
- List of EVA tradenames (2007; last update 2008; last archived 2022)